# Rhinella abei
Rhinella abei es una especie de anfibios de la familia Bufonidae.
Es endémica de Brasil.
Su hábitat natural incluye bosques secos tropicales o subtropicales, ríos y marismas intermitentes de agua dulce.